# Доброгощиці
Доброгощиці (пол. Dobrogoszczyce) — село в Польщі, у гміні Крочиці Заверцянського повіту Сілезького воєводства.
Населення — 173 особи (2011).
У 1975-1998 роках село належало до Ченстоховського воєводства.

## Демографія
Демографічна структура станом на 31 березня 2011 року:
|          | Загалом | Допрацездатний вік | Працездатний вік | Постпрацездатний вік |
| -------- | ------- | ------------------ | ---------------- | -------------------- |
| Чоловіки | 96      | 18                 | 71               | 7                    |
| Жінки    | 77      | 11                 | 41               | 25                   |
| Разом    | 173     | 29                 | 112              | 32                   |